# Groeninghe
Groeninghe, (en néerlandais : Groeninge), est une localité de la région de Courtrai. Elle était située juste en dehors des murs de la ville. Elle fait aujourd'hui partie de la commune de Courtrai dont elle forme un quartier. 
Elle est célèbre pour avoir accueilli la bataille des éperons d'or.

## Monument
- Abbaye de Groeninghe où était originellement vénérée Notre-Dame de Groeninghe.
- Chapelle de Groeninghe
- Monument de Groeninghe
- Porte de Groeninghe
- L'hôpital AZ Groeninge, seul un de ses 4 sites se trouvant à Groeninghe, les autres se trouvent dans d'autres quartiers de Courtrai. Le site principal se trouve dans le quartier du Haut-Courtrai.